# Synodontis nigromaculatus
Synodontis nigromaculatus, spotted squeaker, blackspotted squeaker hay còn gọi là speckled squeaker, là tên của một loài cá da trơn bơi lộn ngược và chúng được tìm thấy ở một khu vực rộng lớn ở phía nam châu Phi. Chúng được tìm thấy ở Angola, Botswana, Cộng hòa Dân chủ Congo, Mozambique, Namibia, Nam Phi, Zambia, and Zimbabwe. Vào năm 1905, nhà động vật học người Bỉ gốc Anh George Albert Boulenger mô tả loài cá này dựa trên mẫu vật thu thập được ở hồ Bangweulu tại Zambia. Tên loài nigromaculatus là sự kết hợp của hai từ Latin nigro nghĩa là "đen", maculatus nghĩa là "đốm", ý chỉ đốm tối trên cơ thể.

## Mô tả
Tương tự như nhiều loài trong chi Synodontis, S. nigromaculatus xương đỉnh đầu của chúng kéo dài ra phía sau đến tia vây đầu tiên của vây lưng thì dừng lại. Hai bên đầu chúng mọc ra hai cái xương dài, đỉnh thì nhọn. Nhờ bộ phận này mà các nhà nghiên cứu có thể nhận dạng được loài cá này.
Chúng có 3 cặp râu. Một cặp ở hàm trên thì dài, không phân nhánh, có thể có màng ở nối với cơ thể ở gốc, khi mở rộng thì có chiều dài khoảng 1+1⁄3 chiều dài của đầu. Còn hai cặp ở dưới thì có độ dài không bằng nhau. Cặp ngoài cùng thì thì dài hơn cặp trong cùng gấp hai lần và cả hai đều phân nhánh.
Tia vây đầu tiên của vây lưng và vây ngực thì cứng và có đỉnh nhọn. Ở phần lưng thì hơi cong, dài bằng chiều dài của đầu hoặc ngắn hơn một chút, phía trước thì mềm hoặc có răng cưa rất ít và phía sau thì nhiều răng cưa hơn. Còn ở phần ngực thì dài như vây lưng và có răng cưa ở 2 bên. Vây hậu môn thì có 4 tia vây không nhánh và 7 tia vây phân nhánh, đỉnh thì cùn. Vây đuôi thì chia ra làm 2 rất rõ ràng.
Ở hàm trên thì răng của chúng có hình cái đục, còn ở hàm dưới thì có hình chữ S (hay hình cái móc). Số lượng răng ở hàm dưới thường được dùng để phân biệt các loài, ở Synodontis caudovittatus thì hàm dưới có khoảng 30 cái răng.
Cơ thể của loài cá này có màu hơi xám, mặt dưới thì trắng. Cơ thể thì có đốm đen bao phủ.
Chiều dài của chúng khi trưởng thành có thể lên đến 38.5 cm (15,2 in) và khối lượng là 315 gam (11,1 oz). Nhìn chung thì cá thể giống cái thì to hơn giống đực dù cùng lứa tuổi với nhau.

## Môi trường sống và tập tính
Trong tự nhiên, loài cá này có thể được tìm thấy ở khắp phía nam châu Phi. Còn ở miền trung Phi, chúng sinh sống ở nhánh sông phía nam của lưu vực sông Congo.. Phía đông châu Phi, thì chúng ở hồ Tanganyika còn ở phía Nam thì chúng ở thượng lưu sông Zambezi, hệ thống sông Okavango, sông Limpopo và sông Kasai. Vùng nước sinh sống của chúng thì có đáy nhiều đá và thực vật.
Hành vi sinh sản của các loài trong chi Synodontis hầu như vẫn chưa rõ, ngoại trừ việc đếm được số lượng trứng từ việc đánh bắt được các cá thể cái. Mùa sinh sản thì có lẽ diễn ra vào mùa lũ từ tháng 7 đến tháng 10, rồi chúng bắt cặp và bơi cùng nhau đến hết mùa sinh sản. Tốc độ phát triển của chúng tăng nhanh vào năm đầu tiên rồi giảm dần theo từng năm.